# 1936-os magyar asztalitenisz-bajnokság
Az 1936-os magyar asztalitenisz-bajnokság a huszadik magyar bajnokság volt. A bajnokságot április 17. és 19. között rendezték meg Budapesten, a Teréz körút 26. alatti asztalitenisz-helyiségben (a selejtezőt a DSC és az MTK helyiségében).

## Eredmények
| Versenyszám  | Arany                                                   | Arany | Ezüst                                                             | Ezüst | Bronz                                                                      | Bronz |
| ------------ | ------------------------------------------------------- | ----- | ----------------------------------------------------------------- | ----- | -------------------------------------------------------------------------- | ----- |
| Férfi egyéni | Szabados Miklós Duna SC                                 |       | Márton János MTK                                                  |       | Házi Tibor Duna SCLovászy János Magyar Pamut SC                            |       |
| Női egyéni   | Király Ilona Ferencvárosi TC                            |       | Ferenczy Ida Ferencvárosi TC                                      |       | Gál Magda Duna SCKlucsikné Mednyánszky Mária MTK                           |       |
| Férfi páros  | Szabados Miklós, Bellák László Duna SC, Ferencvárosi TC |       | Sárosi Tibor, Nyitray Béla Duna SC                                |       | Házi Tibor, Soós Ferenc Duna SCFöldi Ernő, Lovászi János Duna SC, MTK      |       |
| Női páros    | Klucsikné Mednyánszky Mária, Gál Magda MTK, Duna SC     |       | Wilhelmus Valéria, Némethy Magda Ferencvárosi TC, Pénzintézeti SL |       | Ferenczy Ida, Király Ilona Ferencvárosi TC                                 |       |
| Vegyes páros | Bellák László, Ferenczy Ida Ferencvárosi TC             |       | Szabados Miklós, Király Ilona Duna SC, Ferencvárosi TC            |       | Házi Tibor, Gál Magda Duna SCKelen István, Klucsikné Mednyánszky Mária MTK |       |